# Ljuljaci
Ljuljaci (cyr. Љуљаци) – wieś w Serbii, w okręgu szumadijskim, w gminie Knić. W 2011 roku liczyła 338 mieszkańców.